# 전일본공수의 운항 노선
전일본공수는 다음과 같이 운항하고 있으며 화물이라고 적혀있는 취항지는 화물노선만 취항, *는 화물기와 여객기 모두 취항하고 있다.

## 운항 노선

### 아시아

#### 동아시아
- 대한민국
  - 서울
    - 김포국제공항
    - 인천국제공항 화물
- 일본
  - 칸토
    - 도쿄
      - 나리타 국제공항 (국제선 허브)
      - 하네다 국제공항 (국내선 허브)

    - 미야케 - 미야케 공항
    - 오시마 - 오시마 공항
    - 하치조 - 하치조 공항

  - 주부
    - 나고야 - 주부 센토레아 국제공항
    - 고마쓰 - 고마쓰 공항
    - 와지마 - 노토 공항
    - 니가타 - 니가타 공항
    - 도야마 - 도야마 공항
    - 시즈오카 - 시즈오카 공항

  - 간사이
    - 고베 - 고베 공항
    - 오사카
      - 간사이 국제공항 (국제선 허브)
      - 이타미 국제공항 (국내선 허브)

  - 주고쿠
    - 돗토리 - 돗토리 공항
    - 오카야마 - 오카야마 공항
    - 야마구치-우베 - 야마구치 우베 공항
    - 요나고 - 요나고 공항
    - 오난/하기 - 이와미 공항
    - 히로시마 - 히로시마 공항

  - 도호쿠
    - 센다이 - 센다이 공항
    - 쇼나이 - 쇼나이 공항
    - 아키타 - 아키타 공항
    - 오다테-노시로 - 오다테 노시로 공항
    - 후쿠시마 - 후쿠시마 공항

  - 홋카이도
    - 삿포로 - 신치토세 공항 (국내선 포커스 시티)
    - 나카시베쓰 - 나카시베쓰 공항
    - 리시리 - 리시리 공항
    - 오조라 - 메만베쓰 공항
    - 몬베쓰 - 몬베쓰 공항
    - 왓카나이 - 왓카나이 공항
    - 아사히카와 - 아사히카와 공항
    - 하코다테 - 하코다테 공항

  - 시코쿠
    - 고치 - 고치 공항
    - 다카마쓰 - 다카마쓰 공항
    - 도쿠시마 - 도쿠시마 공항
    - 마츠야마 - 마츠야마 공항

  - 규슈
    - 가고시마 - 가고시마 공항
    - 구마모토 - 구마모토 공항
    - 나가사키 - 나가사키 공항
    - 오키나와 - 나하 공항
    - 미야자키 - 미야자키 공항
    - 미야코 - 미야코 공항
    - 사가 - 사가 공항
    - 쓰시마 - 쓰시마 공항
    - 오이타 - 오이타 공항
    - 이시가키 - 이시가키 공항
    - 후쿠오카 - 후쿠오카 공항
- 중화인민공화국
  - 베이징 - 베이징 수도 국제공항 *
  - 광저우 - 광저우 바이윈 국제공항 *
  - 다롄 - 다롄 저우수이쯔 국제공항 *
  - 상하이
    - 상하이 푸둥 국제공항 *
    - 상하이 훙차오 국제공항

  - 샤먼 - 샤먼 가오치 국제공항 *
  - 선양 - 선양 타오셴 국제공항
  - 우한 - 우한 톈허 국제공항
  - 청두 - 청두 솽류 국제공항
  - 충칭 - 충칭 장베이 국제공항
  - 칭다오 - 칭다오 자오둥 국제공항 *
  - 항저우 - 항저우 샤오산 국제공항
- 홍콩
  - 홍콩 - 홍콩 첵랍콕 국제공항 *
- 대만
  - 타이베이
    - 타이완 타오위안 국제공항 *
    - 타이베이 쑹산 공항

#### 동남아시아
- 말레이시아
  - 쿠알라룸푸르 - 쿠알라룸푸르 국제공항
- 미얀마
  - 양곤 - 양곤 국제공항
- 베트남
  - 하노이 - 노이바이 국제공항 *
  - 호치민 시 - 떤썬녓 국제공항 *
- 싱가포르
  - 싱가포르 - 싱가포르 창이 국제공항 *
- 인도네시아
  - 자카르타 - 수카르노 하타 국제공항
- 태국
  - 방콕 - 수완나품 국제공항 *
- 캄보디아
  - 프놈펜 - 프놈펜 국제공항
- 필리핀
  - 마닐라 - 니노이 아키노 국제공항

#### 남아시아
- 인도
  - 델리 - 인디라 간디 국제공항
  - 뭄바이 - 차트라파티 시바지 국제공항
  - 첸나이 - 첸나이 국제공항

### 유럽

#### 서유럽
- 영국
  - 런던 - 런던 히드로 국제공항
- 프랑스
  - 파리 - 파리 샤를 드 골 국제공항
- 독일
  - 뮌헨 - 뮌헨 국제공항
  - 프랑크푸르트 - 프랑크푸르트 국제공항
- 벨기에
  - 브뤼셀 - 브뤼셀 국제공항

#### 중유럽
- 오스트리아
  - 빈 - 빈 국제공항

#### 남유럽
- 이탈리아
  - 로마 - 레오나르도 다 빈치 국제공항
  - 밀라노 - 밀라노 말펜사 국제공항
- 튀르키예
  - 이스탄불 - 이스탄불 아르나부코이 국제공항

#### 북유럽
- 스웨덴
  - 스톡홀름 - 스톡홀름 알란다 국제공항

### 아메리카

#### 북아메리카
- 미국
  - 워싱턴 D.C. - 워싱턴 덜레스 국제공항
  - 뉴욕 - 존 F. 케네디 국제공항
  - 로스앤젤레스 - 로스앤젤레스 국제공항 *
  - 산호세 - 산호세 국제공항
  - 샌프란시스코 - 샌프란시스코 국제공항
  - 시애틀 - 시애틀 터코마 국제공항
  - 시카고 - 시카고 오헤어 국제공항 *
  - 호놀룰루 - 대니얼 K. 이노우에 국제공항
- 캐나다
  - 밴쿠버 - 밴쿠버 국제공항
- 멕시코
  - 멕시코시티 - 멕시코시티 국제공항

### 오세아니아
- 오스트레일리아
  - 시드니 - 시드니 킹스포드 스미스 국제공항
  - 퍼스 - 퍼스 공항

## 과거 취항지

### 아시아

#### 동아시아
- 중화인민공화국
  - 칭다오 - 칭다오 류팅 국제공항
  - 톈진 - 톈진 빈하이 국제공항

#### 동남아시아
- 미얀마
  - 네피도 - 네피도 국제공항
- 인도네시아
  - 덴파사르 - 응우라라이 국제공항
- 필리핀
  - 클라크 - 클라크 국제공항

### 유럽

#### 동유럽
- 러시아
  - 모스크바
    - 도모데도보 국제공항
    - 셰레메티예보 국제공항

  - 블라디보스토크 - 블라디보스토크 국제공항

### 아메리카

#### 북아메리카
- 캐나다
  - 캘거리 - 캘거리 국제공항

### 오세아니아

#### 오스트랄라시아
- 오스트레일리아
  - 브리즈번 - 브리즈번 공항

#### 미크로네시아
- 괌
  - 괌 - 앤토니오 B. 원 팻 국제공항
- 북마리아나 제도
  - 사이판 - 사이판 국제공항